# Phare d'American Shoal
Le phare d'American Shoal (en anglais : American Shoal Light), est un phare sur pilotis situé à l'est de Saddlebunch Keys et près de Looe Key (en), dans le
Florida Keys National Marine Sanctuary (en), comté de Monroe en Floride.
Il est inscrit au Registre national des lieux historiques depuis le 25 janvier 2011 sous le n° 10001189.

## Histoire
Il fut achevé en 1880 et mis en service pour la première fois le 15 juillet 1880. La structure fut construite selon les mêmes plans et dimensions que le phare de Fowey Rocks, achevé en 1878.
Dès 1851, il fut envisagé de construire une série de grands phares au large des côtes pour marquer les dangereux récifs de Floride. Ces tours, toutes construites en fer et à claire-voie pour résister aux ouragans, ont finalement été construites une à une au fil des années, celle construite sur American Shoal en 1880 est la plus récente.
American Shoal a été construit par une entreprise de Trenton, dans le New Jersey, et il n’a fallu que 13 mois pour fabriquer, expédier et ériger sur place. Sa construction, sur un récif immergé, a duré environ deux ans.
American Shoal Light a été érigé sur une fondation en pieux vissés avec une plate-forme et une tour (type screw-pile lighthouse). L'habitation octogonale du gardien se trouve sur une plate-forme à 12 mètres au-dessus de l'eau. La tour et l'habitation sont peintes en brun, tandis que l'escalier circulaire fermé vers la lanterne est peint en blanc. L'objectif original était une lentille de Fresnel de premier ordre, produisant un flash toutes les 5 secondes. La lumière a été automatisée en 1963 et une lentille de quatrième ordre avec lumière alimentée à l'énergie solaire a été installée. La lumière actuelle (non opérationnelle) est une balise aérienne VRB-25 (en). Le feu avait une portée nominale de 14 milles marins (26 km) dans les secteurs blancs et de 10 milles marins (19 km) dans les secteurs rouges.
Le phare a été désactivé en 2015. Un poteau de 6 m de haut supporte une petite balise qui émet quatre éclats blancs par période de 60 secondes, à l'est du phare historique.
Le 20 mai 2016, 24 réfugiés cubains sont montés à bord du phare. Des éléments de la Garde côtière américaine ont rapatrié quatre des réfugiés et ont interné les vingt autres à la Base navale de la baie de Guantánamo.

## Description
L'ancien phare  est une tour pyramido-octogonale métallique à claire-voie de 33,5 m de haut, avec une maison octogonale de gardien de deux étages sur sa plateforme centrale. La tour est totalement peinte en rouge. Il possède un transpondeur radar émettant la lettre Y en code morse.
Identifiant : ARLHS : USA-011 ; USCG : ex-3-1015 (3-1016) ; Admiralty : J3002 .

### Lien connexe
- Liste des phares en Floride